# Куп Мађарске у фудбалу 1965.
Куп Мађарске у фудбалу 1965. (мађ. 1964-es magyar labdarúgókupa) је било 26. издање серије, на којој је екипа Ђер Вашаш ЕТО тријумфово по 1. пут.

## Четвртфинале
| Тим #1            | Резултат | Тим #2                      |
| ----------------- | -------- | --------------------------- |
| 1965.             |          |                             |
| ФК Боњхад ВЛК     | 0 : 5    | Ђер Вашаш ЕТО               |
| 1965.             |          |                             |
| ФК Вашаш          | 1 : 2    | ФК Чепел                    |
| 1965.             |          |                             |
| ФК Диошђер        | 1 : 1    | Ујпешт Дожа                 |
| 1965.             |          |                             |
| ФК Мађар Посто ШЕ | 1 : 3    | ФК Ержебет Спартакус МТК ЛЕ |

## Полуфинале
| Тим #1                      | Резултат | Тим #2        |
| --------------------------- | -------- | ------------- |
| 1965.                       |          |               |
| ФК Чепел                    | 1 : 3    | Ђер Вашаш ЕТО |
| 1965.                       |          |               |
| ФК Ержебет Спартакус МТК ЛЕ | 1 : 2    | ФК Диошђер    |

## Финале
| Ђер Вашаш ЕТО                                                           | 4–0      | ФК Диошђер ВТК |
| ----------------------------------------------------------------------- | -------- | -------------- |
| Ласло Кеглович 19’, 30’ · Ференц Шопрони 32’ (пен.) · Тибор Варшањи 42’ | Извештај |                |